# Cleveland Guardians

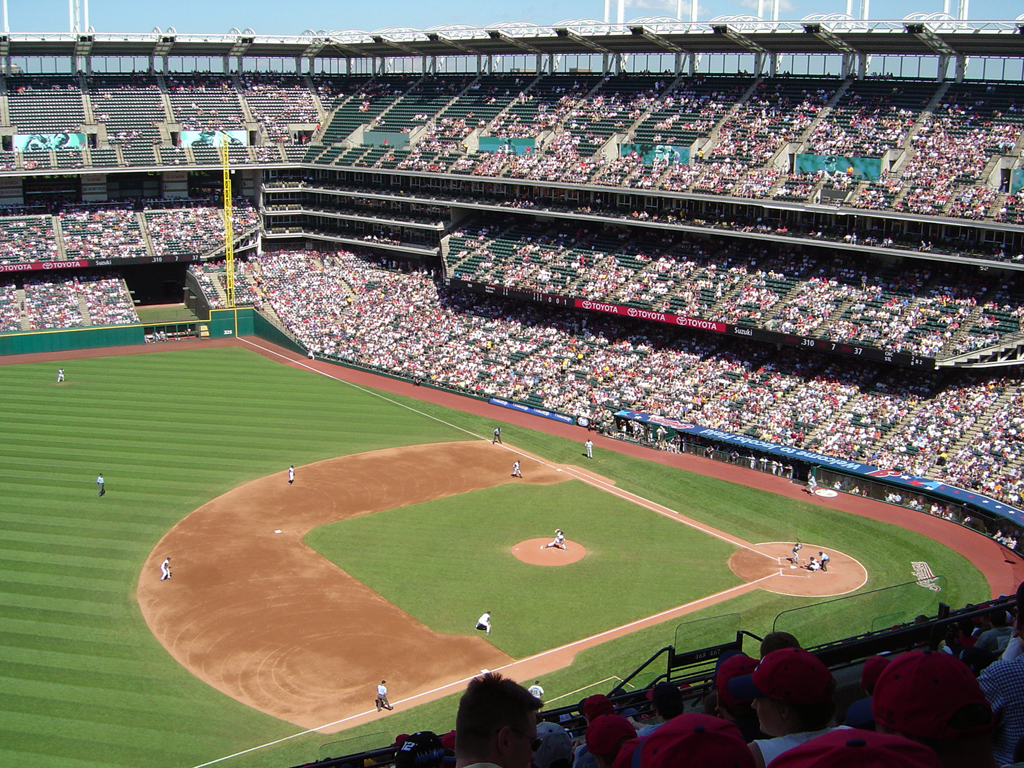
Progressive Field, domácí stadion Guardians, 2005

Cleveland Guardians (do roku 2021 Cleveland  Indians)  je profesionální baseballový klub z Major League Baseball, patřící do centrální divize American League.
Klub byl založen v roce 1900 pod názvem Cleveland Blues. V roce 1902 byl přejmenován na Cleveland Bronchos, v roce 1905 na Cleveland Naps. Následně byl klub v roce 1915 přejmenován na Cleveland Indians. Po sezóně 2021 byl klub přejmenován na dnešní název Cleveland Guardians.
Za svou historii klub celkem pětkrát vyhrál American League, z toho dvakrát i následující Světovou sérii:
- Vítězství ve Světové sérii: 1920 a 1948
- Ostatní vítězství v AL: 1954, 1995, 1997 a 2016